# .church
.church是一個互聯網通用頂級域，2014年投入使用。它應用於教堂、聖會、事工部門及相關單位。
美國多納斯公司負責.church域名的注冊、出售與管理工作，於2014年得到ICANN的許可。

## 外部連結
- ICANN 注冊列表（页面存档备份，存于）
- Donuts registry（页面存档备份，存于）